# Rubus ursinus
{{#ifeq:0|0|{{#if:|{{#if:Rubusursinus|[[]}}|}}}}
Rubus ursinus — вид квіткових рослин із родини трояндових (Rosaceae).

## Біоморфологічна характеристика

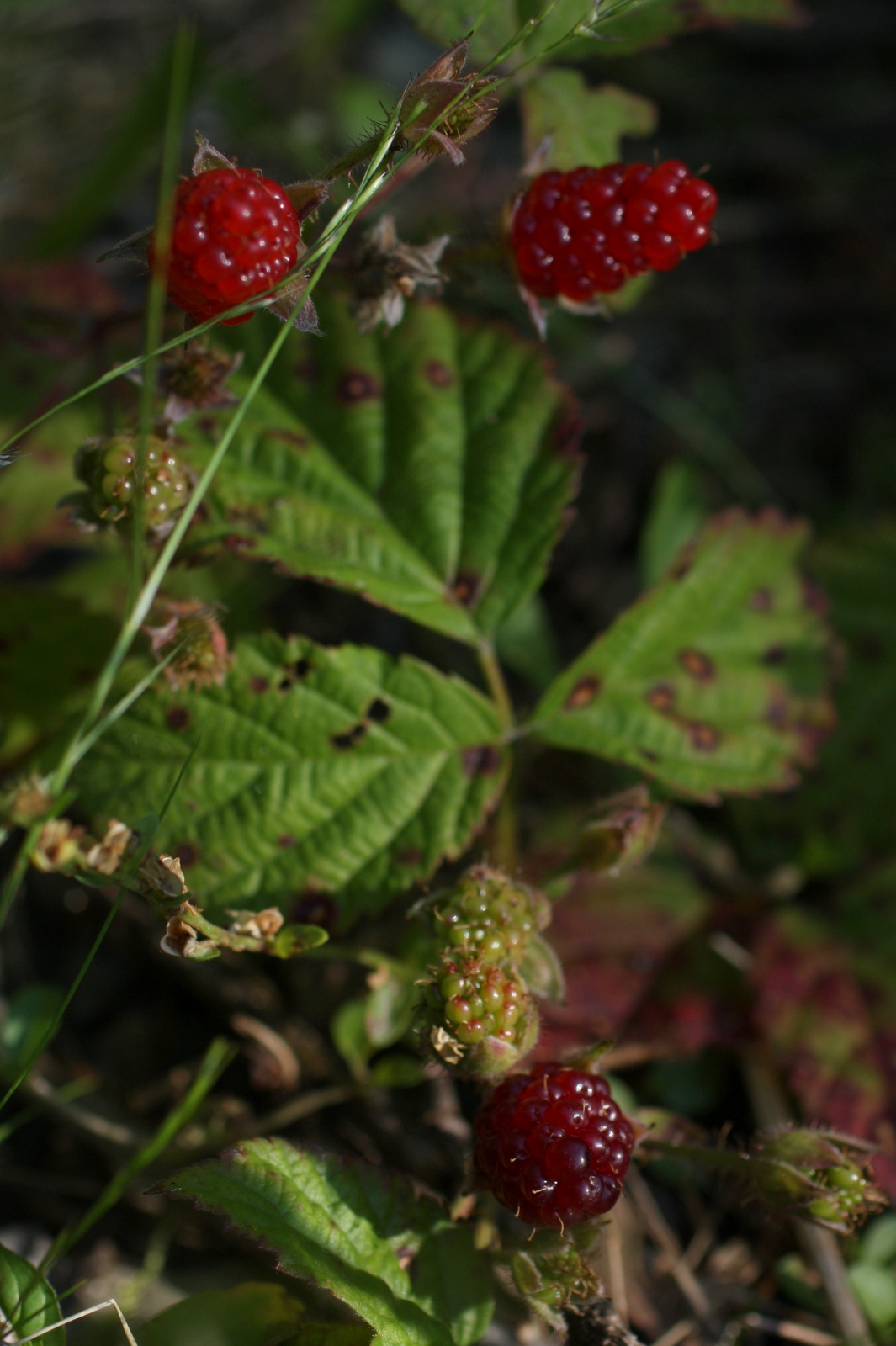
плоди

Це кущ, зазвичай дводомний, до 2 метрів заввишки, озброєний. Стебла дворічні, повзучі (йдуть від дерев'янистого кореневища), з низькими дугоподібними стеблами, які можуть простягатися на довжину до 6 метрів, часто вкорінюючись у вузлах, від рідко до густо волосисті, не залозисті чи від рідко до густо залозисті; колючки від помірних до щільних, прямі чи гачкоподібні, слабкі чи помірно міцні, 4–10 мм, від вузьких до широких на основі. Листки опадні чи стійкі, зазвичай трійчасті, іноді прості чи перисто-складні; листочків 3(5), кінцеві від яйцюватих до ланцетних, 3.5–12 × 3–10 см, основа клиноподібна чи заокруглена до серцеподібної, неглибоко лопатева чи не лопатева, краї від грубо пилчастих до подвійно пилчастих, верхівка від гострої до загостреної, нижні поверхні з тонкими, прямовисними колючками на більших жилках, від помірно до густо волосисті, не залозисті, рідко розсіяно залозисті вздовж середньої жилки. Суцвіття кінцеві, 1–5-квіткові. Квітки зазвичай функціонально одностатеві; пелюстки білі, у тичинкових квітках від яйцюватих чи зворотно-яйцюватих до вузько-еліптичних, 7–18 мм, у маточкових квітках від яйцюватих до еліптичних, 6–11 мм. Плоди (багатокістянки) чорні, іноді червоні чи пурпурові, рідкісно білі, від кулястих до циліндричних, 1–2.5 см; кістяночок 20–50. 2n = 42, 56, 63, 70, 77, 84, 91. Період цвітіння: (січень) березень — серпень (вересень).

## Ареал
Зростає у південно-західній частині Канади (Британська Колумбія), західній  частині США (Каліфорнія, Айдахо, Монтана, Орегон, Вашингтон) і північно-західній частині Мексики (Нижня Каліфорнія).
Населяє відкриті ліси, чагарники, відкриті або порушені ділянки, сухий або вологий ґрунт; на висотах 0–1600 метрів.

## Використання
Плоди вживаються сирими чи приготованими в пирогах, вареннях тощо; також можна висушити для подальшого використання. Плоди солодкі й ароматні, але деякі форми кислі й несмачні. Молоді весняні пагони можна використовувати сирими чи вареними як спаржу. Зі свіжого або висушеного листя готують чай.
Висушена кора кореня і відвар коренів має в'яжучу дію і використовується для лікування діареї та дизентерії. Коріння використовували як дезінфікуючий засіб для промивання інфікованих ран. Свіжі плоди вживали при лікуванні діареї. Відвар усієї лози застосовували для лікування шлункових захворювань, діареї та загальної нудоти. Настій з листя використовували для лікування шлункових захворювань.
Має хорошу цінність проти ерозії. R. ursinus толерантна до вогню — верхівка зазвичай гине, але рослина швидко відростає з коренів. Утворюючи великі й майже непрохідні зарості, може забезпечити чудове прикриття для дикої природи, а також місця гніздування дрібних птахів. Використовується в програмах розведення ожини. Із плодів отримують барвник від пурпурового до тьмяно-синього.

## Етимологія
лат. Ursinus — «ведмежий», однак конкретне значення цього епітету не відоме. Наводять такі версії: 1) з огляду на щетинисті плоди; 2) з огляду на колір плодів чи форму колючок, що нагадують кігті ведмедя; 3) ведмеді споживають плоди цього виду.